# Giovanni Velluti
 (mars 2019).
Si vous disposez d'ouvrages ou d'articles de référence ou si vous connaissez des sites web de qualité traitant du thème abordé ici, merci de compléter l'article en donnant les références utiles à sa vérifiabilité et en les liant à la section « Notes et références ».
Pour les articles homonymes, voir Velluti.
Giovanni Velluti, né à Rome  le 20 janvier 1969, est un pianiste italien.

## Formation
Il commence sa formation avec Aldo Mantia, membre de l'école de Chopin et continue sa formation avec Sergio Fiorentino. 

## Carrière
En tant que soliste, il se consacre surtout à la musique romantique dont Liszt et Chopin.
Il joue depuis 1994 avec Katia Ricciarelli et réalise de nombreuses tournées en Europe, en Amérique, en Afrique et au Moyen-Orient. Il collabore avec de nombreux autres chanteurs dont Armando Ariostini, Philip Bettoschi et Stefania Bonfadelli.